# Heroica Guaymas
Heroica Guaymas, conocida simplemente como Guaymas, es un puerto del estado mexicano de Sonora. Es cabecera municipal del municipio de Guaymas. Está ubicada a 135 kilómetros al sur de la capital del estado, Hermosillo, y a 129 kilómetros de Ciudad Obregón. lo que la convierte en la sexta ciudad más poblada de Sonora y en conjunto con Empalme constituye la única área metropolitana del estado.
Guaymas es uno de los puertos de México denominado «de Altura» en la costa del Pacífico mexicano. Es una de las principales ciudades productoras de camarón en el norte de México, y anteriormente también fue destacada por su captura de ostras.
Desde sus inicios, Guaymas destacaba por tener una economía fundamentada principalmente en la pesca y otras actividades relacionadas con el mar. Sin embargo, con la paulatina escasez de recursos pesqueros que se ha dado en la región en las últimas décadas, y con el incremento de la contaminación marina, el sustento de su economía ha tenido que buscar otras vertientes. Actualmente, gran parte de la actividad laboral guaymense se basa en la industria maquiladora y el turismo.

## Toponimia
Toma su nombre de la tribu Guaimas —nombrados por diversos historiadores también como Guaymas, Uayemas, Gueimas, Baymas o Guaymi, fue un pueblo perteneciente a la etnia seri, que habitó junto con los Upanguaymas, en dicho territorio.

## Historia

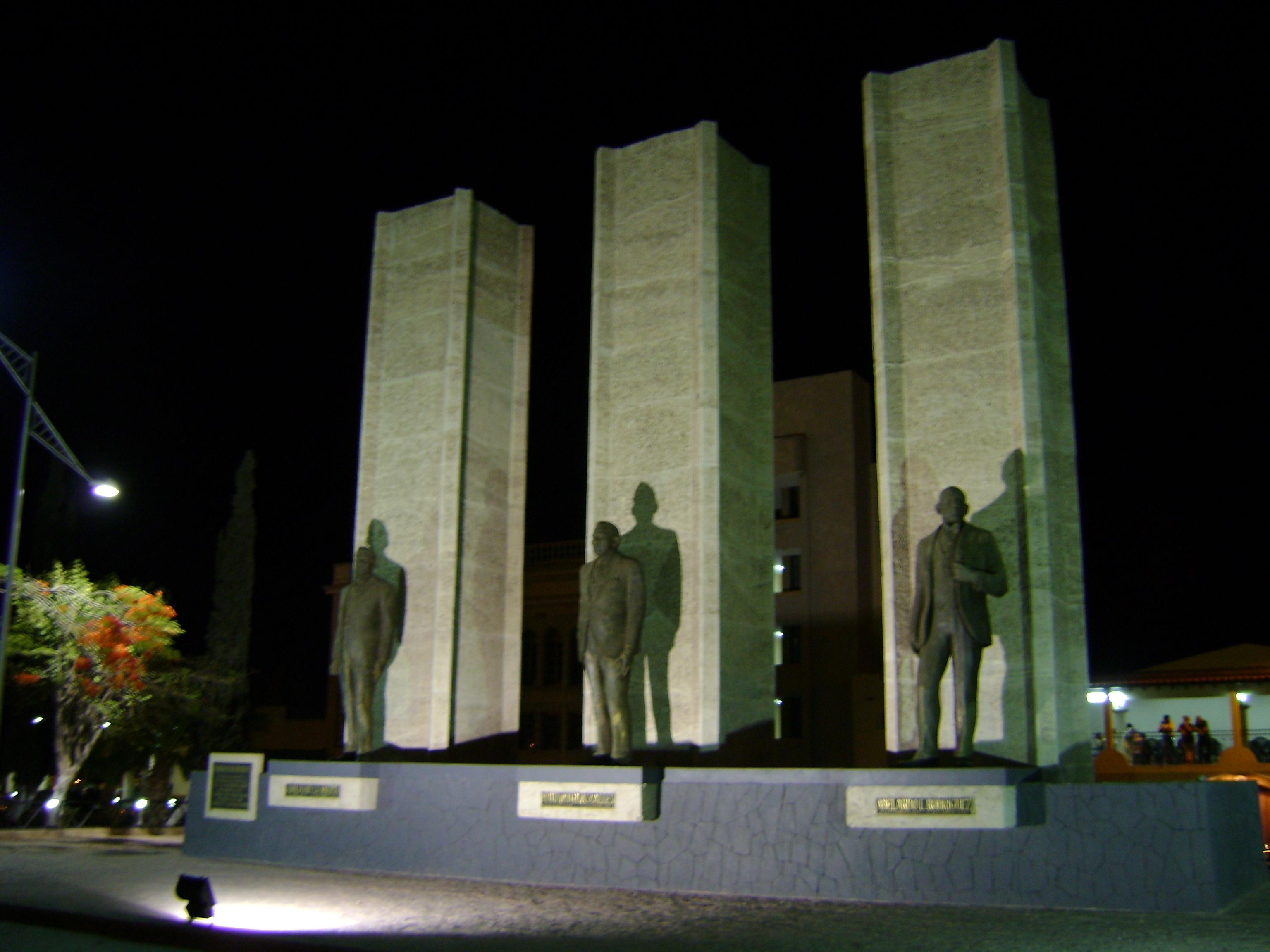
Monumento a los Tres Presidentes.

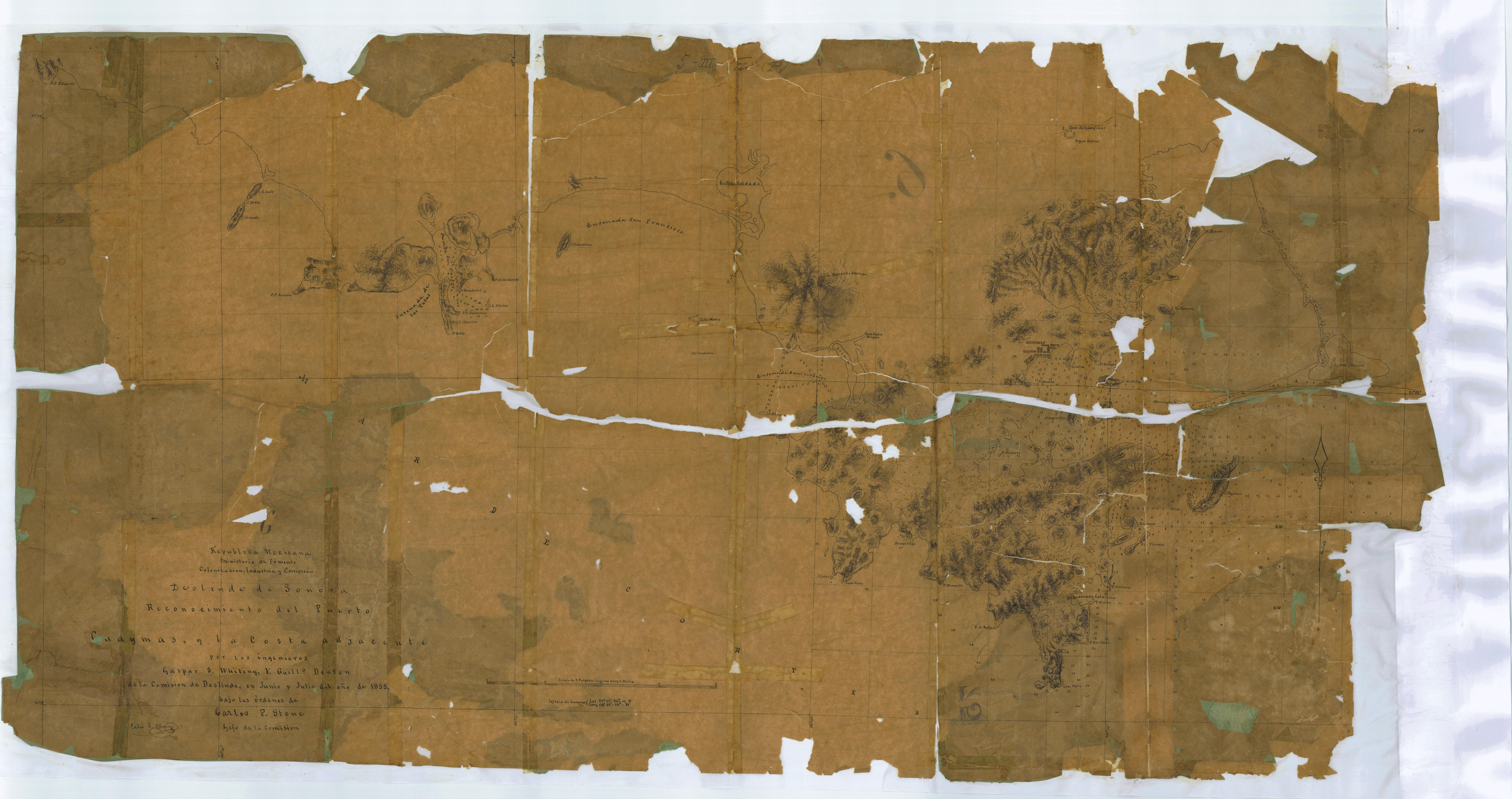
Bahía de Guaymas en 1858, este mapa está relacionado al incidente del St Mary en 1858 el jefe de la comisión fue Carlos P. Stone

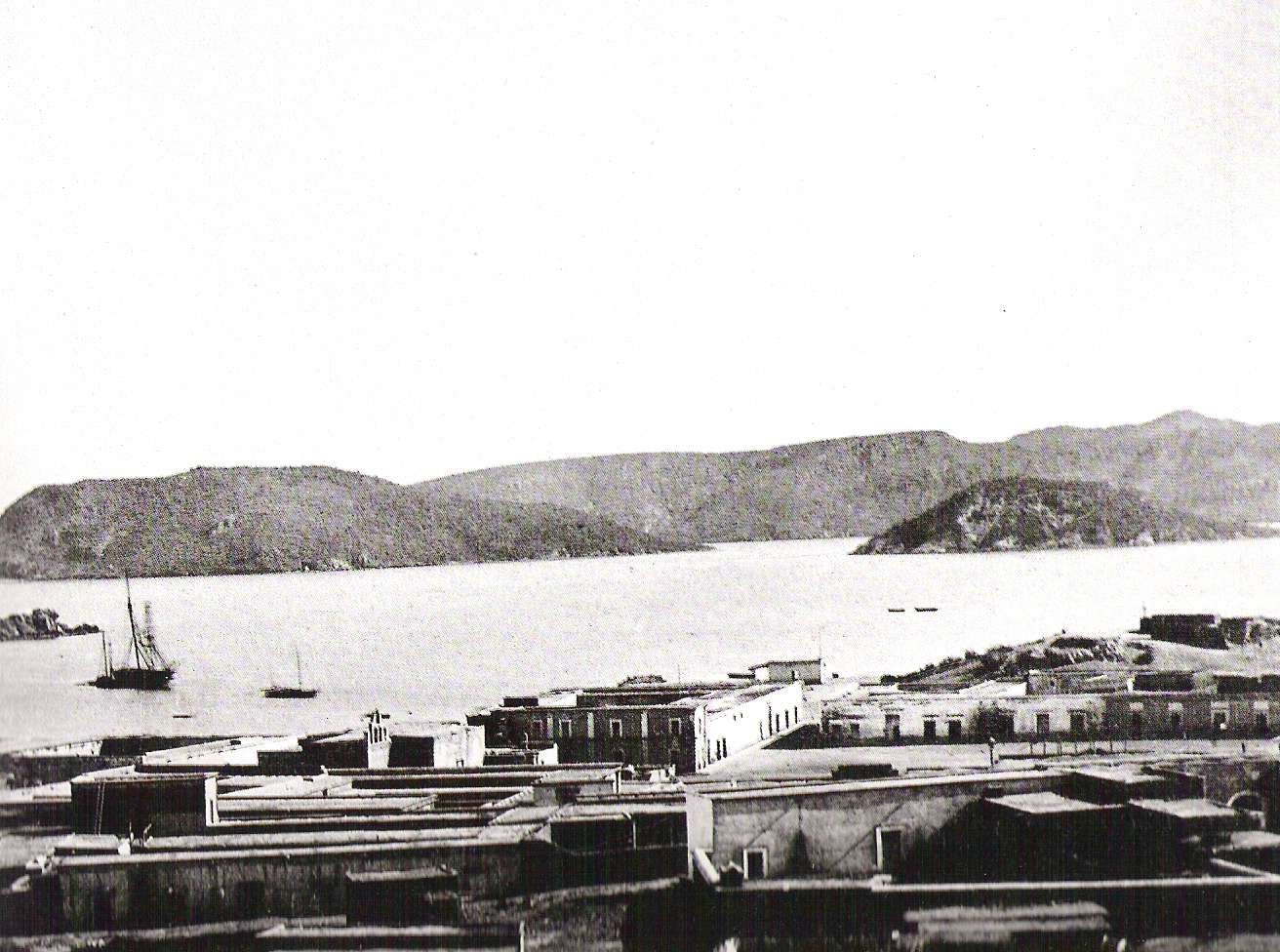
Guaymas sin la Plaza de los Tres Presidentes aún con el Cerro del Fortín

Los principales eventos históricos que han tenido lugar en la ciudad son los siguientes:
- En 1539, los barcos exploradores Santa Águeda y el Trinidad, enviados por Hernán Cortés, al mando del capitán Francisco de Ulloa, llegaron a la bahía de Guaymas. El capitán decidió darle el nombre de «puerto de puertos», debido a la grata impresión que dio a los navegantes este lugar. Se bajó a tierra a tomar posesión en nombre del Rey Carlos I de España, dándole el nombre de "Bahía de la Posesión", a lo que hoy es la Bahía de Guaymas.

- En 1701 el misionero jesuita italiano Juan María de Salvatierra fundó la misión de San José de la Laguna, a varios kilómetros de la bahía, la cual tuvo que ser abandonada en varias ocasiones por ataques de la tribu Seri.

- Sus primeros pobladores, una tribu ancestral llamada los Guaimas, de la familia de los Seris, vivían de la pesca, usaban vestido compuesto de plumas de pelícano. Sus vecinos al sur, los Yaquis, al noroeste los Seris, los Pima por el norte. Comerciaban en tiempo de paz con otras tribus, pieles de aves marinas y sal, a cambio de frutos de tierras menos áridas.

- En 1769, llegó a Sonora un enviado plenipotenciario del rey de España, de nombre Marqués José de Gálvez. Viajó a Sonora para hacer una especie de reforma fiscal para lo que se llamó las Provincias Internas que eran las provincias del norte de la Nueva España. Como ya el peligro de los ataques indígenas había disminuido, se pensó en utilizar nuevamente el puerto de San José y así, el 31 de agosto de 1769, se fundó el pueblo de San José de Guaymas por medio del decreto emitido por el Marqués José de Gálvez desde la ciudad de Álamos.

En el decreto se refiere específicamente a Guaymas y sin lugar a dudas, José de Gálvez era autoridad competente pues estaba investido de los poderes que le había conferido el Rey Carlos III.
Aunque el decreto obviamente se refiere a San José de Guaymas (o San José de la Laguna) pues en lo que hoy es Guaymas no había pobladores en esa fecha. A partir de entonces empezó a poblarse nuevamente este lugar (San José) con algunos colonos españoles más los indígenas de las cercanías.
- El 31 de agosto de 1769 es la fecha que el H. Ayuntamiento de Guaymas festeja como la de la fundación de Guaymas pues siempre se ha considerado a San José y a San Fernando de Guaymas como una sola población.

- 14 de abril de 1825, se decretó que las villas de San José y San Fernando de Guaymas serían un solo Municipio.

- El 13 de julio de 1854 se libra la Batalla de Guaymas, donde alrededor de 400 soldados de origen francés en su mayoría, provenientes de San Francisco, California, atacaron al Ejército mexicano presente en la zona. Comandados por el conde francés Gaston de Raousset-Boulbon, quien fue derrotado por el general José María Yáñez, el coronel Ignacio R. Alatorre y Don Cayetano Navarro, con la ayuda de la población civil, que en ese tiempo no era mayor de 2000 habitantes. El emperador Maximiliano de México, le otorgó el título de caballero de la orden de Guadalupe al General Yáñez por su desempeño en la defensa de la integridad territorial mexicana.

- En 1862 el congreso local decreta  «la ciudad de Guaymas se denomina en lo sucesivo Guaymas de Zaragoza».

- En 1935 se le concede a la ciudad y Puerto de Guaymas de Zaragoza, el título de Heroica, por la acción de armas del 13 de julio de 1854, en la defensa del puerto frente a la invasión francesa.[12]

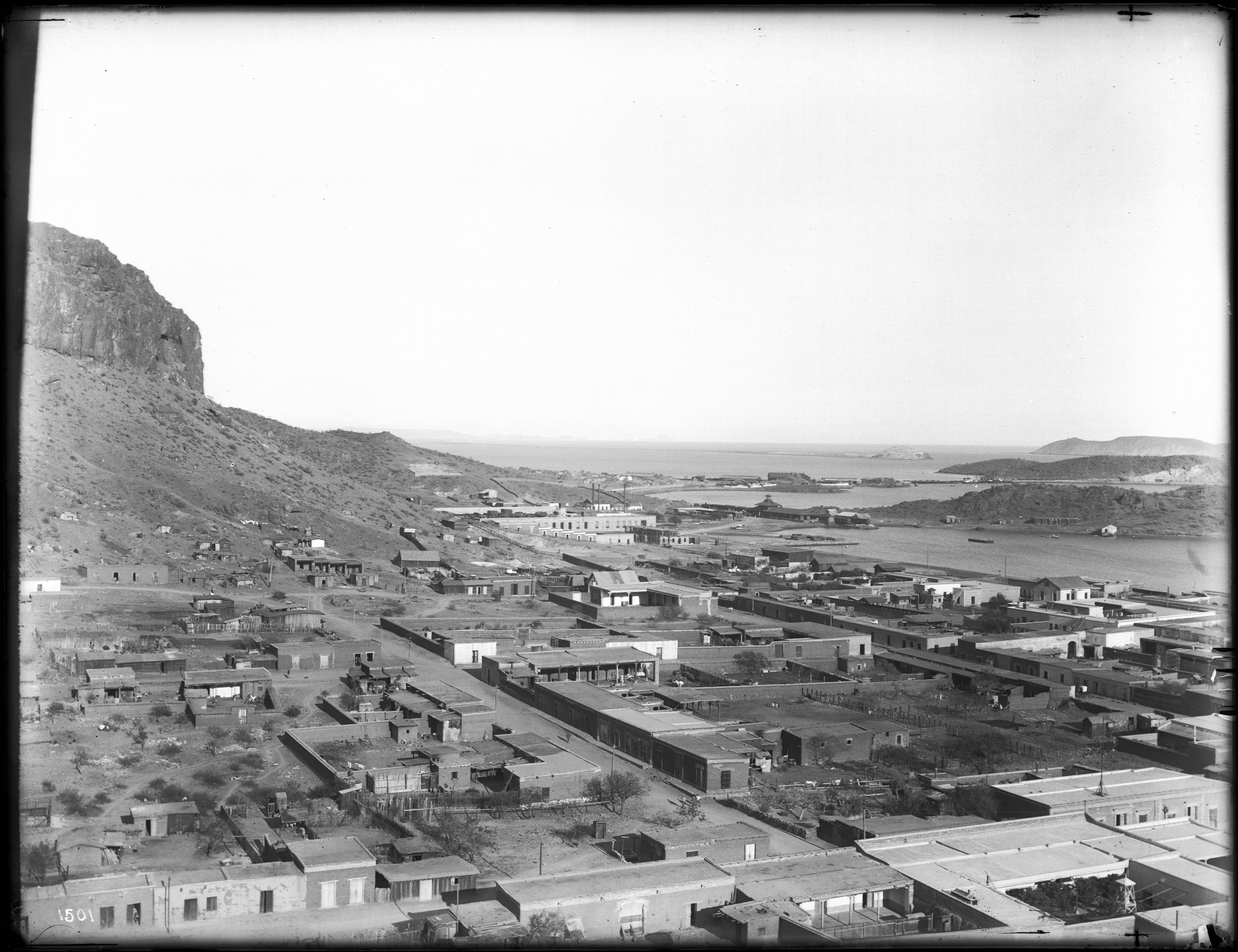
1905 Panorama Izquierdo de la Ciudad.
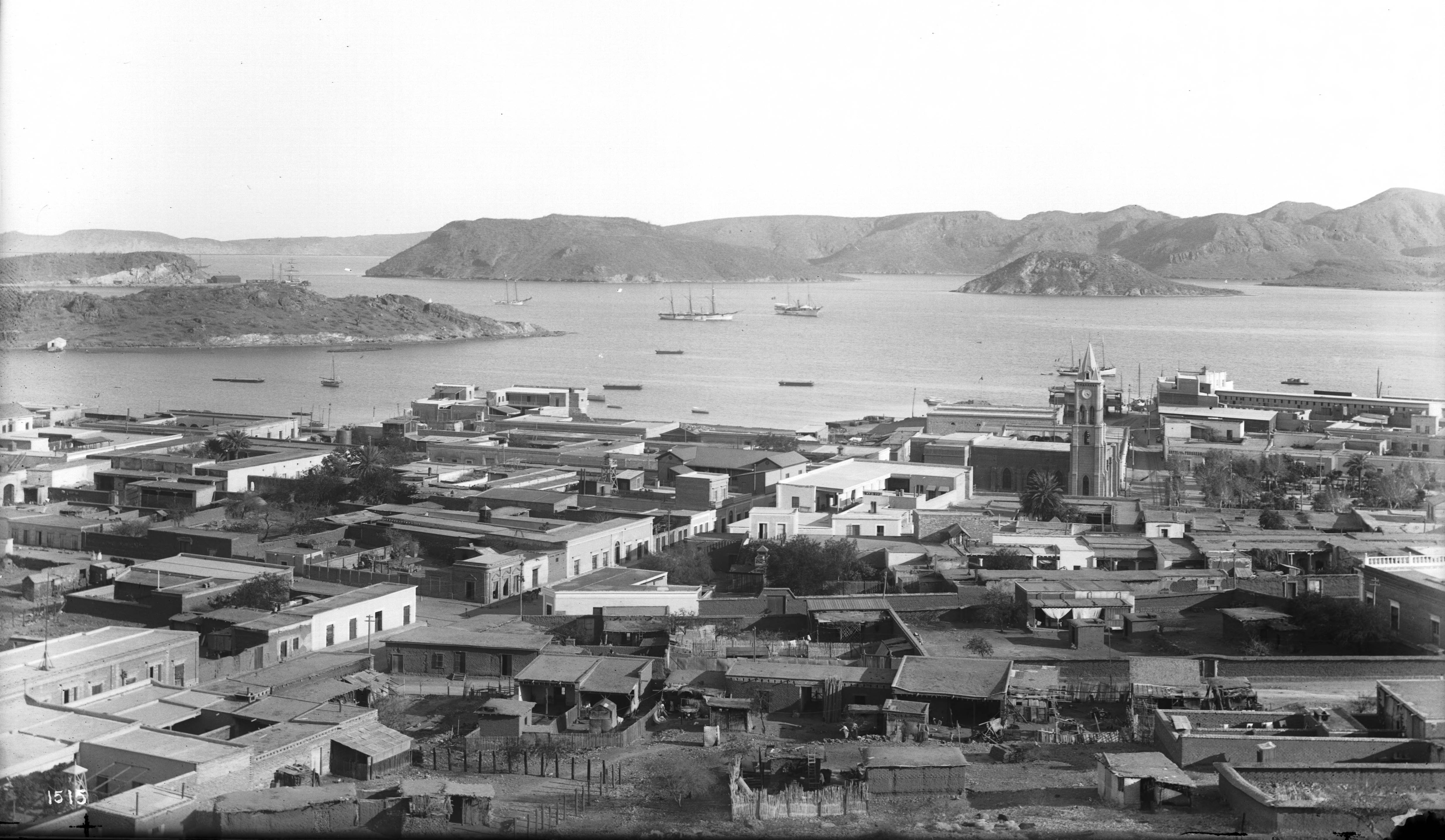
1905 Panorama Centro de la Ciudad.
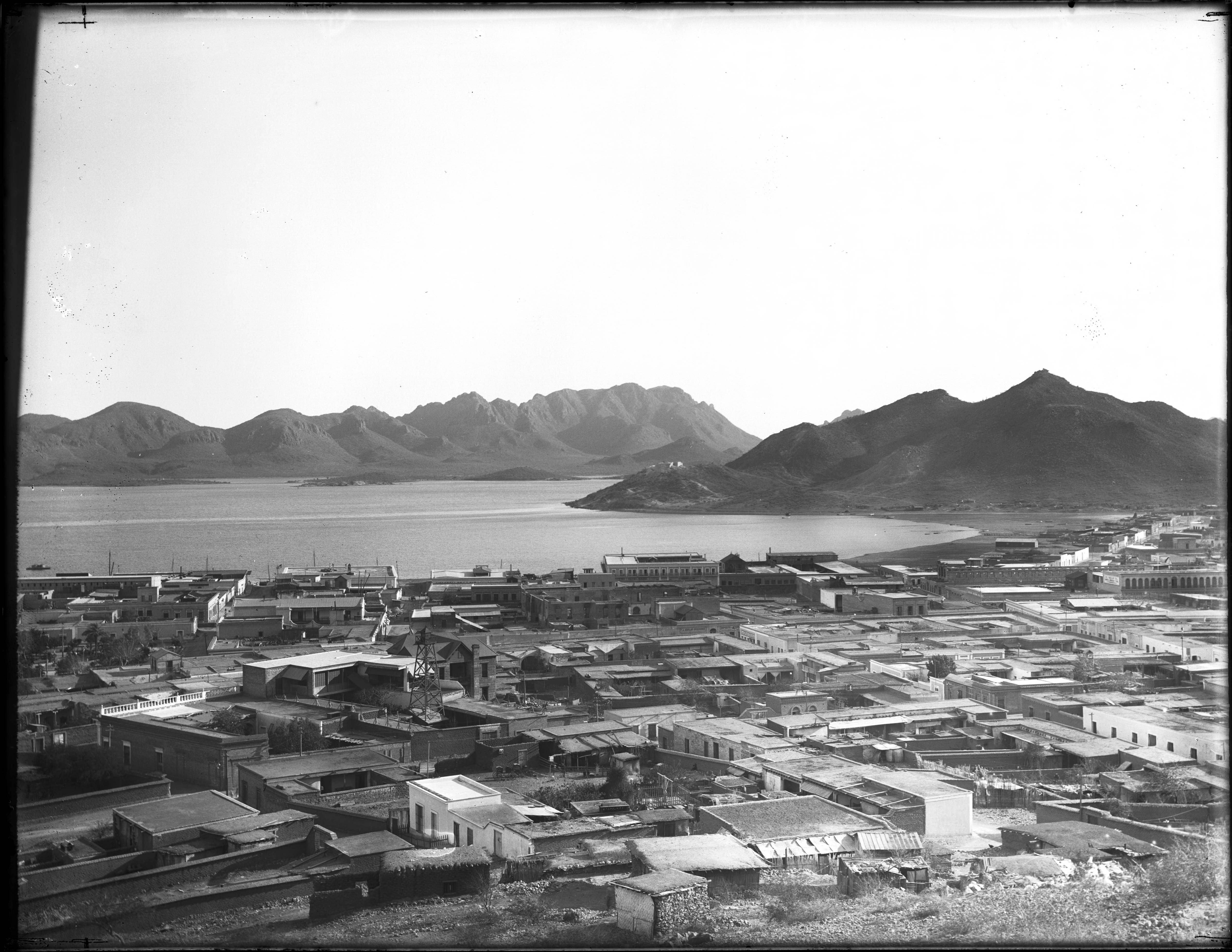
1905 Panorama Derecho de la Ciudad.
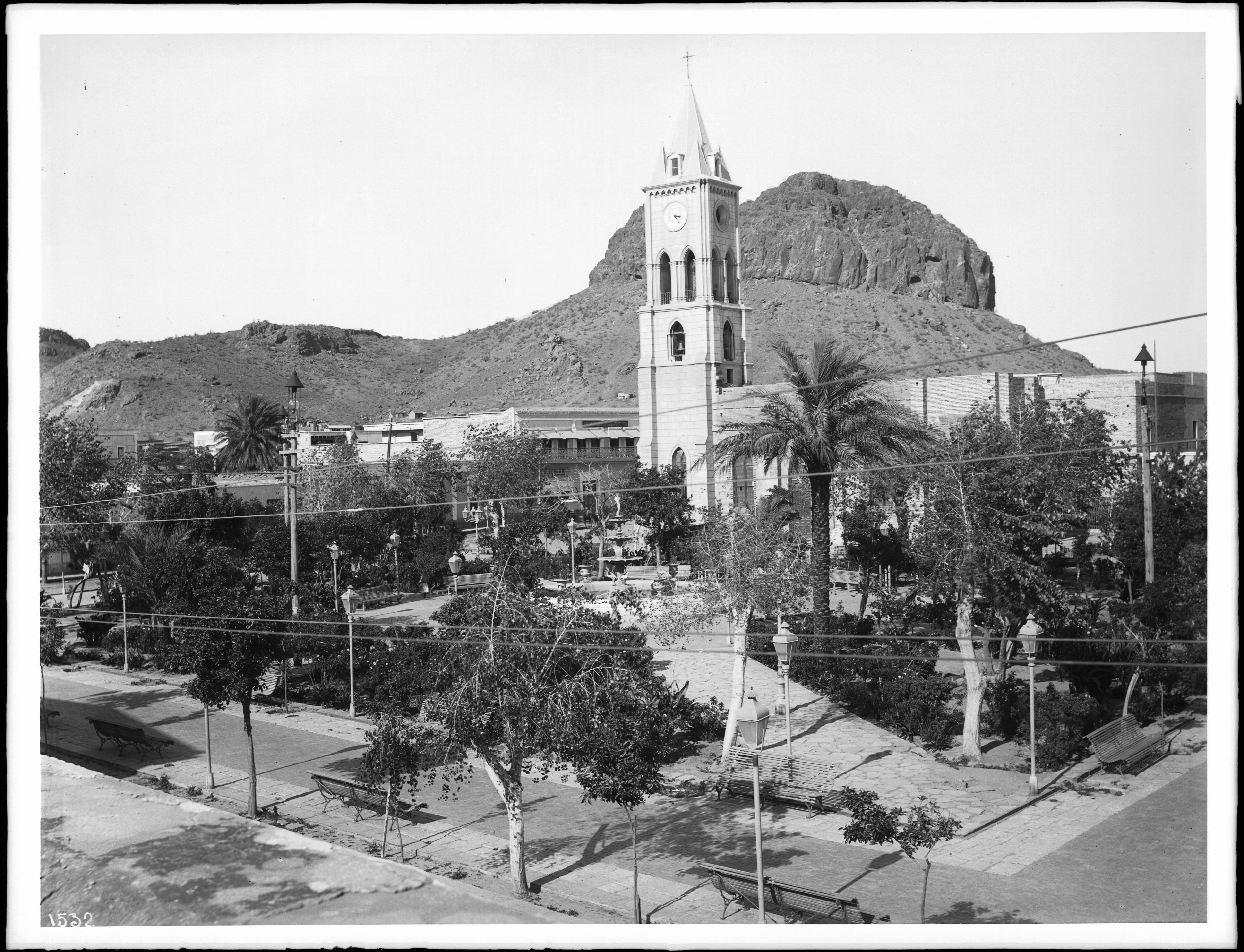
1905 Panorama de la Plaza de Armas.
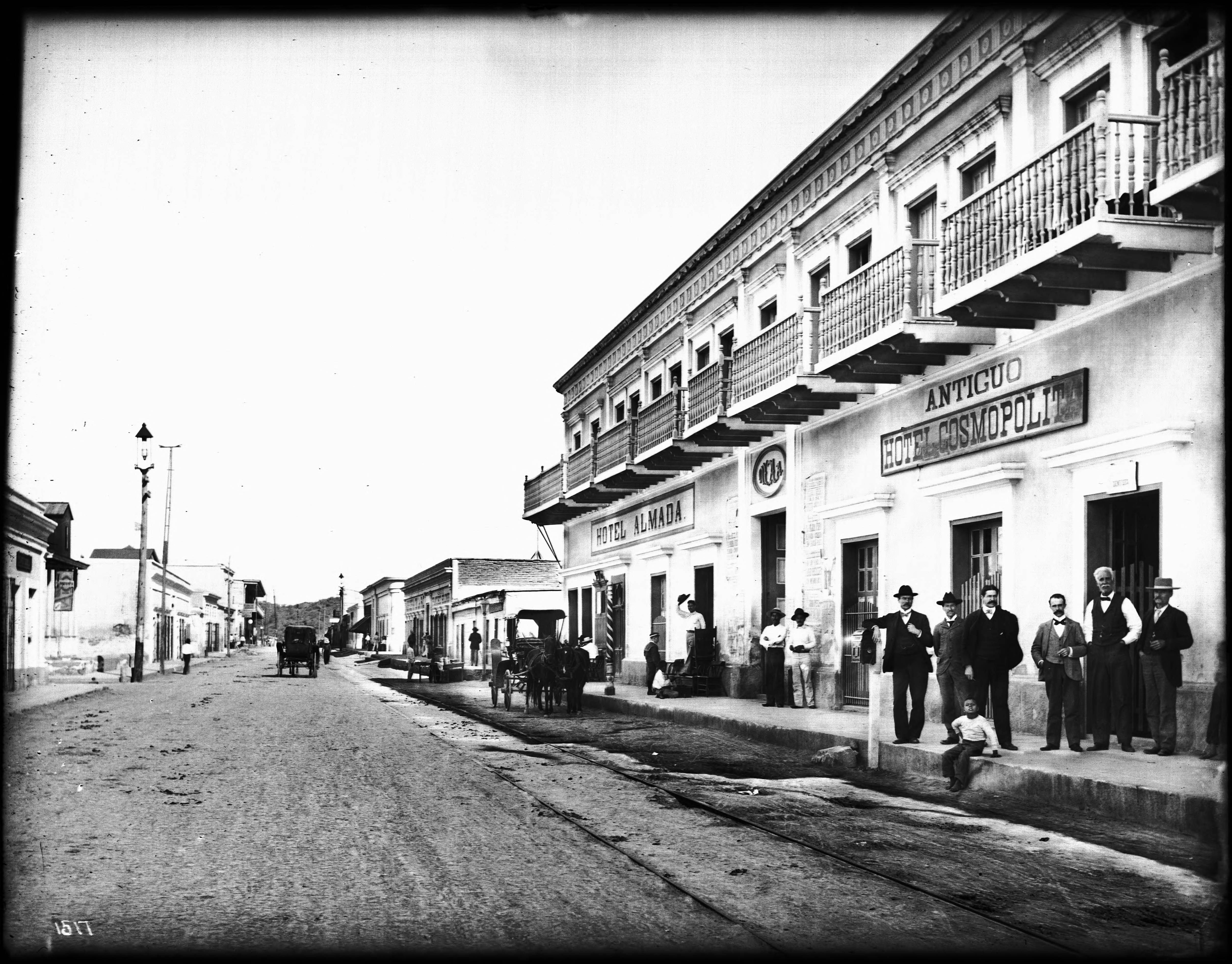
1905 Panorama de calle del muelle.
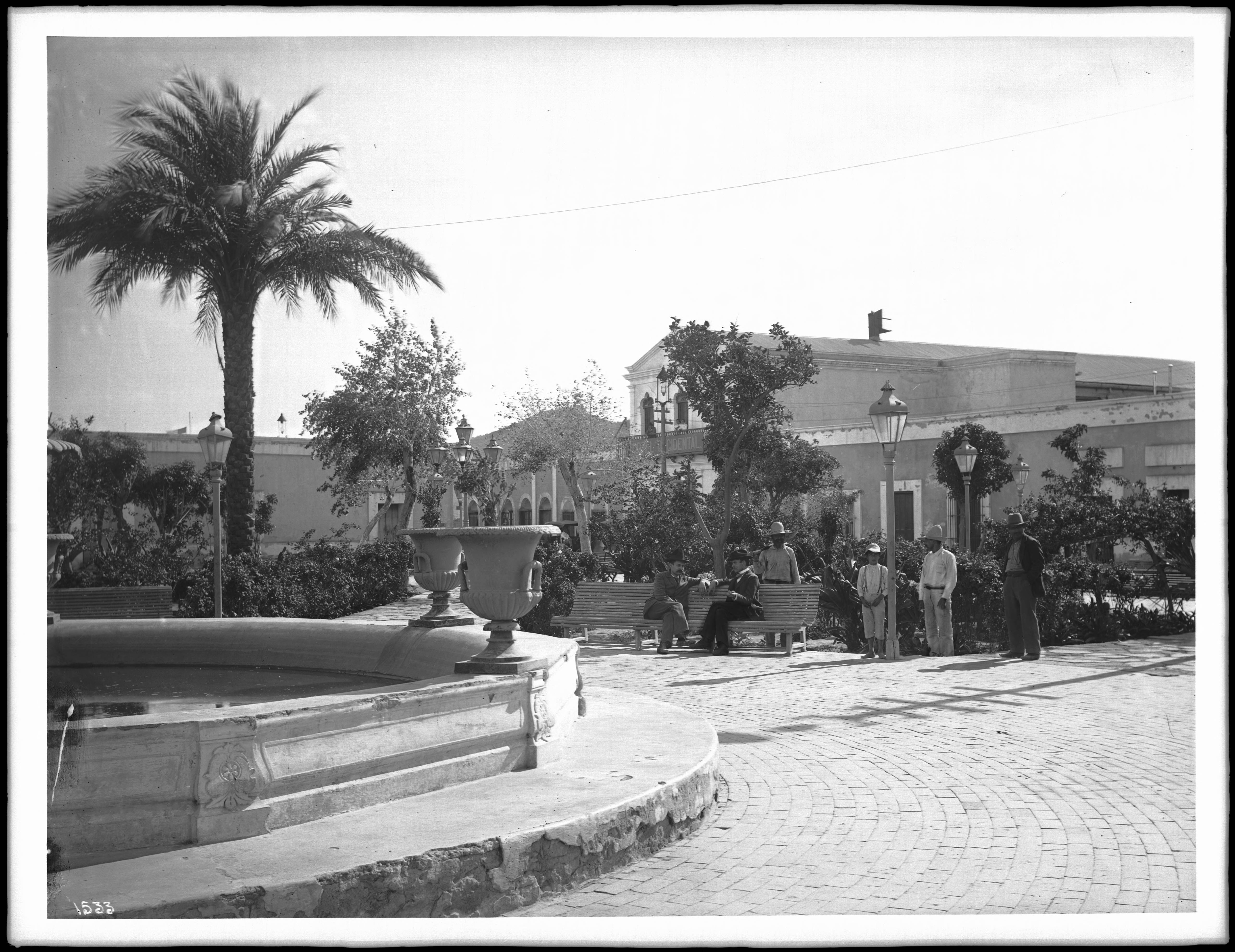
1906 la Plaza de Armas, sin el Kiosco.

## Comunicaciones y transportes
El municipio de Guaymas cuenta con una infraestructura para el transporte consistente en una red carretera de 986,8 kilómetros, siendo la Carretera Federal 15 principal línea de comunicación, de los cuales 118,2 corresponden a la red principal, 184,6 a la red secundaria y 684 kilómetros son caminos rurales o vecinales.
Cuenta además con un ramal de líneas férreas de 4,5 kilómetros, un aeropuerto internacional, 8 aeropistas y un puerto con una longitud total de atraque de 17.234 metros distribuidos entre el puerto de altura y la extensión de atraque para la actividad pesquera.
Para el transporte público de carga, el Puerto de Guaymas cuenta con una central de servicios de carga, y tiene resuelto el problema de falta de líneas de autobuses para ampliar la oferta de pasaje.
Por lo que corresponde a las comunicaciones, Guaymas dispone de todos los servicios públicos que ofrece el sector, incluyendo aquellos destinados a la navegación marítima. Particularmente los servicios de correo y telégrafos que cuentan con 5 oficinas, siendo notoria la falta de agencias, sobre todo para atender las localidades mayores de 500 habitantes.

## Demografía
De acuerdo con el Censo de Población y Vivienda realizado en marzo de 2020 por el Instituto Nacional de Estadística y Geografía (INEGI), en la ciudad de Guaymas había un total de 117 253 habitantes, 59 414 mujeres y 57 839 hombres. Habiendo un total de 36 507 viviendas habitadas.

### Evolución demográfica
| Gráfica de evolución demográfica de Heroica Guaymas entre 1900 y 2020 |
|                                                                       |
| Fuente: Instituto Nacional de Estadística y Geografía                 |

## Clima
Guaymas cuenta con un clima seco muy cálido del tipo BW(h`)w(e), con un promedio de 15.1 °C como media mínima y 32.5 °C como media máxima, aunque sus extremos pueden variar de 0 °C en ciertos lugares del municipio y llegar hasta los 46 °C a la sombra y hasta 90% de humedad.
Según el Servicio Meteorológico Nacional en la Estación de Francisco, a 10 kilómetros del centro de Guaymas, los datos estadísticos de 1951-2000 son los siguientes:
| Parámetros climáticos promedio de Heroica Guaymas, Sonora (1951-2010) | Parámetros climáticos promedio de Heroica Guaymas, Sonora (1951-2010) | Parámetros climáticos promedio de Heroica Guaymas, Sonora (1951-2010) | Parámetros climáticos promedio de Heroica Guaymas, Sonora (1951-2010) | Parámetros climáticos promedio de Heroica Guaymas, Sonora (1951-2010) | Parámetros climáticos promedio de Heroica Guaymas, Sonora (1951-2010) | Parámetros climáticos promedio de Heroica Guaymas, Sonora (1951-2010) | Parámetros climáticos promedio de Heroica Guaymas, Sonora (1951-2010) | Parámetros climáticos promedio de Heroica Guaymas, Sonora (1951-2010) | Parámetros climáticos promedio de Heroica Guaymas, Sonora (1951-2010) | Parámetros climáticos promedio de Heroica Guaymas, Sonora (1951-2010) | Parámetros climáticos promedio de Heroica Guaymas, Sonora (1951-2010) | Parámetros climáticos promedio de Heroica Guaymas, Sonora (1951-2010) | Parámetros climáticos promedio de Heroica Guaymas, Sonora (1951-2010) |
| Mes                                                                   | Ene.                                                                  | Feb.                                                                  | Mar.                                                                  | Abr.                                                                  | May.                                                                  | Jun.                                                                  | Jul.                                                                  | Ago.                                                                  | Sep.                                                                  | Oct.                                                                  | Nov.                                                                  | Dic.                                                                  | Anual                                                                 |
| --------------------------------------------------------------------- | --------------------------------------------------------------------- | --------------------------------------------------------------------- | --------------------------------------------------------------------- | --------------------------------------------------------------------- | --------------------------------------------------------------------- | --------------------------------------------------------------------- | --------------------------------------------------------------------- | --------------------------------------------------------------------- | --------------------------------------------------------------------- | --------------------------------------------------------------------- | --------------------------------------------------------------------- | --------------------------------------------------------------------- | --------------------------------------------------------------------- |
| Temp. máx. abs. (°C)                                                  | 36.0                                                                  | 40.0                                                                  | 40.0                                                                  | 41.0                                                                  | 45.0                                                                  | 45.0                                                                  | 46.0                                                                  | 46.0                                                                  | 44.0                                                                  | 42.0                                                                  | 40.0                                                                  | 33.0                                                                  | 46.0                                                                  |
| Temp. máx. media (°C)                                                 | 25.4                                                                  | 26.7                                                                  | 28.9                                                                  | 32.1                                                                  | 35.8                                                                  | 38.1                                                                  | 38.2                                                                  | 37.9                                                                  | 36.6                                                                  | 33.9                                                                  | 30.6                                                                  | 25.9                                                                  | 32.5                                                                  |
| Temp. media (°C)                                                      | 16.8                                                                  | 17.6                                                                  | 19.2                                                                  | 21.8                                                                  | 25.3                                                                  | 29.4                                                                  | 31.4                                                                  | 30.9                                                                  | 29.6                                                                  | 25.4                                                                  | 21.3                                                                  | 16.9                                                                  | 23.8                                                                  |
| Temp. mín. media (°C)                                                 | 8.2                                                                   | 8.6                                                                   | 9.4                                                                   | 11.5                                                                  | 14.8                                                                  | 20.8                                                                  | 24.6                                                                  | 23.8                                                                  | 22.6                                                                  | 17.0                                                                  | 12.0                                                                  | 7.9                                                                   | 15.1                                                                  |
| Temp. mín. abs. (°C)                                                  | 2.0                                                                   | 0.0                                                                   | 0.0                                                                   | 3.0                                                                   | 5.0                                                                   | 8.0                                                                   | 18.0                                                                  | 7.0                                                                   | 14.0                                                                  | 8.0                                                                   | 2.0                                                                   | 0.0                                                                   | 0.0                                                                   |
| Precipitación total (mm)                                              | 13.0                                                                  | 6.5                                                                   | 0.0                                                                   | 1.0                                                                   | 0.5                                                                   | 2.7                                                                   | 54.0                                                                  | 47.3                                                                  | 78.0                                                                  | 6.6                                                                   | 5.3                                                                   | 3.7                                                                   | 218.6                                                                 |
| Días de precipitaciones (≥ 0.1 mm)                                    | 1.0                                                                   | 0.8                                                                   | 0.0                                                                   | 0.1                                                                   | 0.1                                                                   | 0.4                                                                   | 4.3                                                                   | 3.3                                                                   | 3.1                                                                   | 1.1                                                                   | 0.7                                                                   | 0.4                                                                   | 15.3                                                                  |
| Fuente: Servicio Meteorológico Nacional                               |                                                                       |                                                                       |                                                                       |                                                                       |                                                                       |                                                                       |                                                                       |                                                                       |                                                                       |                                                                       |                                                                       |                                                                       |                                                                       |

## Economía

### Pesca

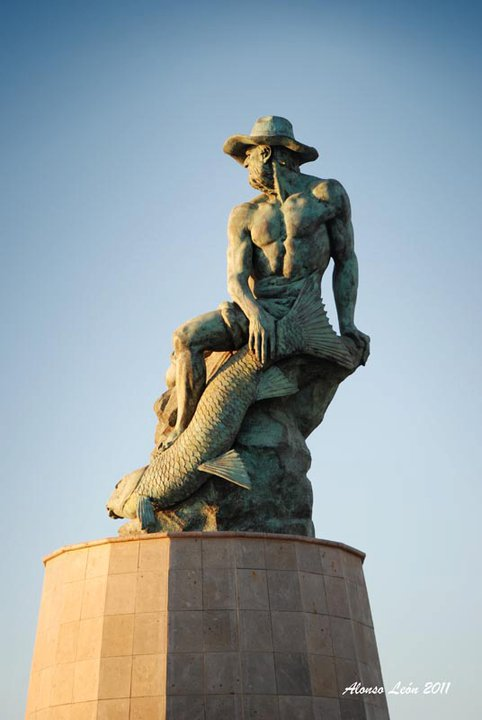
Monumento al Pescador.

Es la actividad más importante y principal fuente de ingresos; con gran capacidad instalada para captura, transformación y comercialización.
La pesca guaymense ocupa a 11,800 personas en la captura y otras 325 se dedican a la acuicultura. Aporta el 70 por ciento de la producción pesquera total estatal, siendo las principales especies capturadas, la sardina, el camarón y el calamar.
Se tiene 175 kilómetros de litoral donde se forman bahías importantes como la de Guaymas, Lobos, San Carlos (México) y la Herradura. El municipio cuenta con más del 83% de los muelles que operan en el Estado.
La flota está compuesta de 359 embarcaciones camaroneras, 32 sardineras, 3 escameras y 910 embarcaciones menores, para un total de 1,304.
El 55 por ciento de las capturas se comercializa en el Estado y el resto, es decir, el 45 por ciento tiene como destino final el mercado nacional y el exterior, a este último, se envía principalmente camarón que tiene un alto precio en el mercado internacional, lo que hace a la pesca guaymense muy dependiente de las condiciones de este mercado.
La población de pescadores en comunidades ribereñas tiene su ascendencia en un 80 por ciento en la misma región en que se localiza la comunidad; el resto proviene de otras localidades del Estado y alrededor del 5 por ciento de otros estados, particularmente de Sinaloa y Nayarit.
Hoy en día la pesca ha dejado de ser considerada la actividad principal generadora de empleo y que proveía de buenos recursos económicos a la mayoría de la población Guaymense, esto por falta de interés y de inversíon del gobierno a su vez la llegada de plantas maquiladoras industriales han acaparado la gran demanda de empleos contratando mano de obra barata.
En 1962, al darse la conformación del Instituto de Investigaciones Biológico Pesqueras, hoy Instituto Nacional de Pesca, el gobierno federal inició la construcción de cuatro estaciones de biología pesquera, siendo Guaymas la ubicación de una de estas cuatro primeras.
Para las instalaciones, solicitó que se importaran casas prefabricadas que se ubicaron en la Calle 20 de la Colonia La Cantera, donde aún permanece y que después se renombraría como Centro Regional de Investigación Pesquera (CRIP) que tendría como primer director al biólogo Fernando Rosales.
En Guaymas fue donde en el año de 1969, se llevó por primera vez el cultivo de camarón en América Latina, por la M. en C. María Concepción Rodríguez de la Cruz. Aunque no con fines comerciales, sino como parte de las labores que se realizaban en el Instituto Nacional de Pesca. Aunque los trabajos técnicos continuaron en el Centro de Investigación Científica y Técnica de la Universidad de Sonora (CICTUS), y en Puerto Peñasco, Sonora, pasaron muchos años para que esta técnica pudiera instrumentarse de manera comercial, lo cual sucedió en el año de 1985.
Los estados de Sinaloa y Sonora fueron los pioneros en esta actividad, donde el cultivo se realizó en su mayor parte con poslarvas silvestres de camarón blanco, aunque actualmente existen algunos laboratorios dedicados a la producción controlada de estos estadios, el costo de producción hace más redituable el cultivo con organismos silvestres.

### Agricultura
La infraestructura de riego para la agricultura además de los 186 pozos, cuenta con la Presa Ignacio Alatorre que se ubica en el Valle de Guaymas con capacidad total de 27 millones 700 mil metros cúbicos; y el represo de agua caliente en Vícam con capacidad de extracción de 15 millones 300 mil metros cúbicos de agua y 345 kilómetros de canales de conducción revestidos.
La agricultura en el municipio se desarrolla en una superficie total de 42,291 hectáreas de las cuales 22,000 hectáreas se ubican en las comunidades Yaquis y el valle de Guaymas cuenta con 17,296 hectáreas de riego y 2,995 hectáreas de humedad o temporal.
Los principales cultivos son: trigo, soya, cártamo, maíz, algodón y algunas hortalizas y frutales como la calabaza y la papaya.
La superficie cultivada presentó un decremento del 2.3 por ciento en promedio anual durante los últimos 5 años, pasando de 51,850 hectáreas a 42,291 en el ciclo 1993-1994, comportamiento que se vio influenciado principalmente por la disminución en los cultivos de cártamo y ajonjolí en ese orden de importancia.
No obstante que la superficie agrícola cultivada decreció en los últimos 5 años, el volumen de la producción creció a una tasa media anual de 2.5 por ciento al pasar de 233 mil 980 toneladas en el ciclo 1989-1990 a 258 mil 525 toneladas en el ciclo 1993-1994, crecimiento que se fundó en mejores rendimientos de cultivos, tales como: soya y maíz entre otros.

### Ganadería
En la actividad pecuaria, la ganadería bovina con 72,875 cabezas es la más importante, siguiéndole la explotación de ganado caprino con 20,088 vientres, aves y otras especies menores.
La producción de carne bovina, leche y huevo presentaron un decremento entre 1990 y 1995, al decrecer los primeros, de 81,830 a 72,875 cabezas, en tanto que la producción de carne porcina y de ave crecieron.
Existen recursos subutilizados que con apoyos adecuados pueden generar ingresos significativos mediante la integración agropecuaria llevando a cabo cultivos de forrajes en zonas agrícolas para su cosecha por pastoreo de ganado productor de carne y leche, inversiones en la industrialización de carne y leche, con apoyo a la rehabilitación y modernización del rastro y pasteurizadoras.
Así como el desarrollo de la caprinocultura específicamente en agostadero que por su topografía y vegetación resultan poco favorables al ganado bovino.

### Industria
La industria manufacturera de producción de alimentos de origen pesquero, tanto para consumo humano como animal, sobresale como la principal rama de actividad.
La planta industrial pesquera consiste de 5 enlatadoras, 8 harineras y 12 congeladoras, todas ubicadas en el Puerto de Guaymas.
En los últimos 3 años la ocupación de esta rama de actividad disminuyó de 4,153 empleos a 2,153, es decir, presentó una tasa decreciente del 28 por ciento en promedio anual.
Así mismo, el Puerto de Guaymas ha tenido un importante crecimiento en el sector maquilador del ramo aeroespacial ubicando a Sonora como el tercer mayor proveedor para dicha industria, al igual que la industria aeroespacial también la región ha tenido un importante crecimiento en inversíon automotriz y médica, por su cercanía con la frontera Guaymas se ha convertido en un lugar muy atractivo para la inversión extranjera en los últimos años.
En la industria de la construcción existen 32 empresas que se dedican a la edificación de viviendas e inmuebles en general y otras 10 a la construcción y reparación de embarcaciones; las primeras generan un total de 300 empleos y las segundas 559 empleos, entre mano de obra de planta y eventual.

## Turismo
Guaymas ofrece muchos atractivos turísticos tales como: golf, esnórquel, pesca deportiva, cabalgata, tours ecoturísticos, ciclismo, buceo y kayak.
Gracias al programa Only Sonora, único en el país, se puede introducir vehículos provenientes de Estados Unidos sin pagar o realizar trámites y permisos, desde Nogales hasta Empalme.
La zona turística de playa, se ubica al noroeste del puerto, siendo la región de la Bahía de San Carlos (México) y sus alrededores y en menor medida la Bahía de Bacochibampo o Miramar.
Además tiene algunos atractivos arquitectónicos como el Templo del Sagrado Corazón, Iglesia de San Fernando (siglo XIX), Plaza de los Tres Presidentes, la Plaza de Armas, el antiguo Banco de Sonora, el Monumento al Pescador, monumento a Benito Juárez, el Palacio municipal, entre otros.

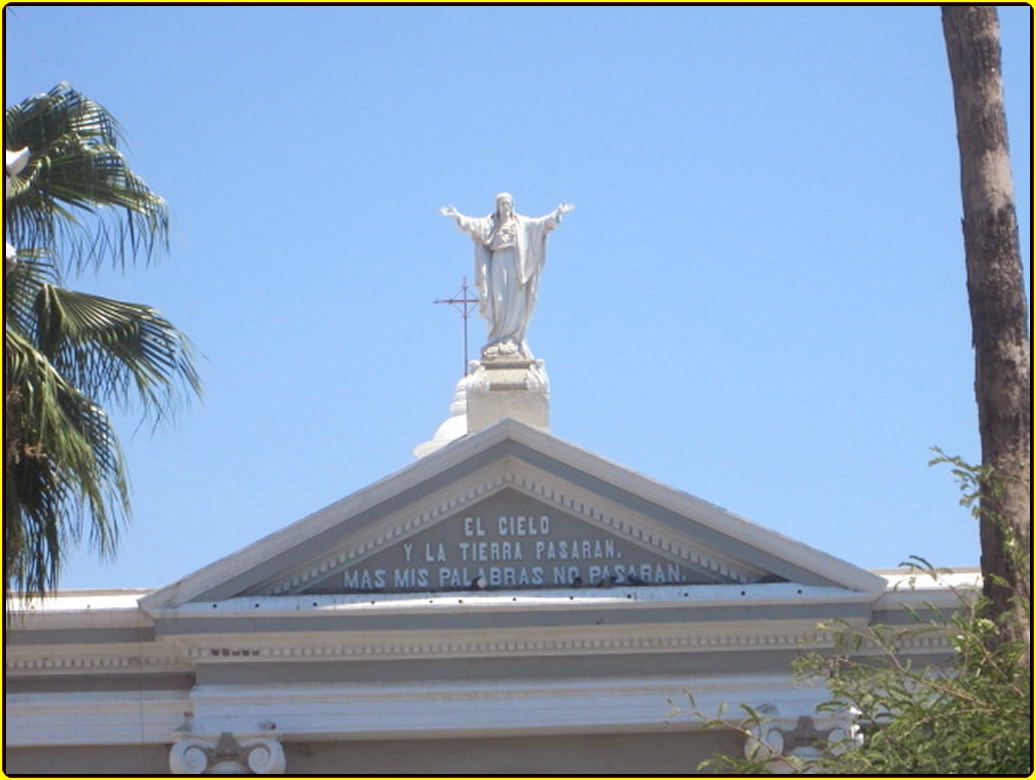
Parroquia San Fernando, Guaymas Sonora

Entre los atractivos ecoturísticos se encuentran las reservas Estero del Soldado, Isla San Pedro Nolasco, Cajón del Diablo y Cañón de Nacapule con especies endémicas.
La festividad más famosa del puerto es el Carnaval, que se celebra en el mes de febrero de cada año desde 1888 y las Fiestas del Mar Bermejo que se celebran en julio para conmemorar la Batalla de Guaymas.
Otro de los atractivos turísticos de Guaymas es el Delfinario de Sonora, donde se ofrecen servicios de delfinoterapia.
La actividad turística genera más de 8,000 empleos, de los cuales 2,700 son directos. Guaymas cuenta con una oferta de hospedaje consistente en 24 establecimientos, entre hoteles, moteles y casas de huéspedes; con un total de 1,801 habitaciones[cita requerida].
Cuenta además, con 4 condominios turísticos, 2 marinas con espacios para dar albergue a 798 embarcaciones y 5 campos para remolques con un total de 729 espacios.
Se implementan las carreras técnicas en preparatorias del puerto para preparar a los ciudadanos, para emprender el concepto de turismo en la comunidad.
La Ocupación Hotelera en Guaymas-San Carlos tiene un promedio de 41.8 anual, llegando al 100% en fechas críticas, lo que mantiene a Guaymas como un punto focal en el turismo Sonorense.

## Edificios y monumentos históricos
Entre los principales están:
- El Templo de San Fernando
- El Antiguo Banco de Sonora
- El Antiguo Banco Nacional de México
- El Palacio Municipal de Guaymas|Palacio Municipal
- La excárcel municipal

## Educación
- Instituto Tecnológico de Guaymas
- Instituto Tecnológico de Sonora
- Universidad Interamericana de Guaymas
- Universidad Vizcaya de las Américas
- Universidad Tecnológica de Guaymas
- Universidad Pedagógica Nacional Subsede Guaymas
- Centro de Estudios Universitarios del Nuevo Occidente

## Relaciones

### Hermanamientos
- Empalme, México (1905).
- Mesa, Estados Unidos (1977).[28][29]
- El Segundo, Estados Unidos.[28][29]